# Pacific Fruit Express

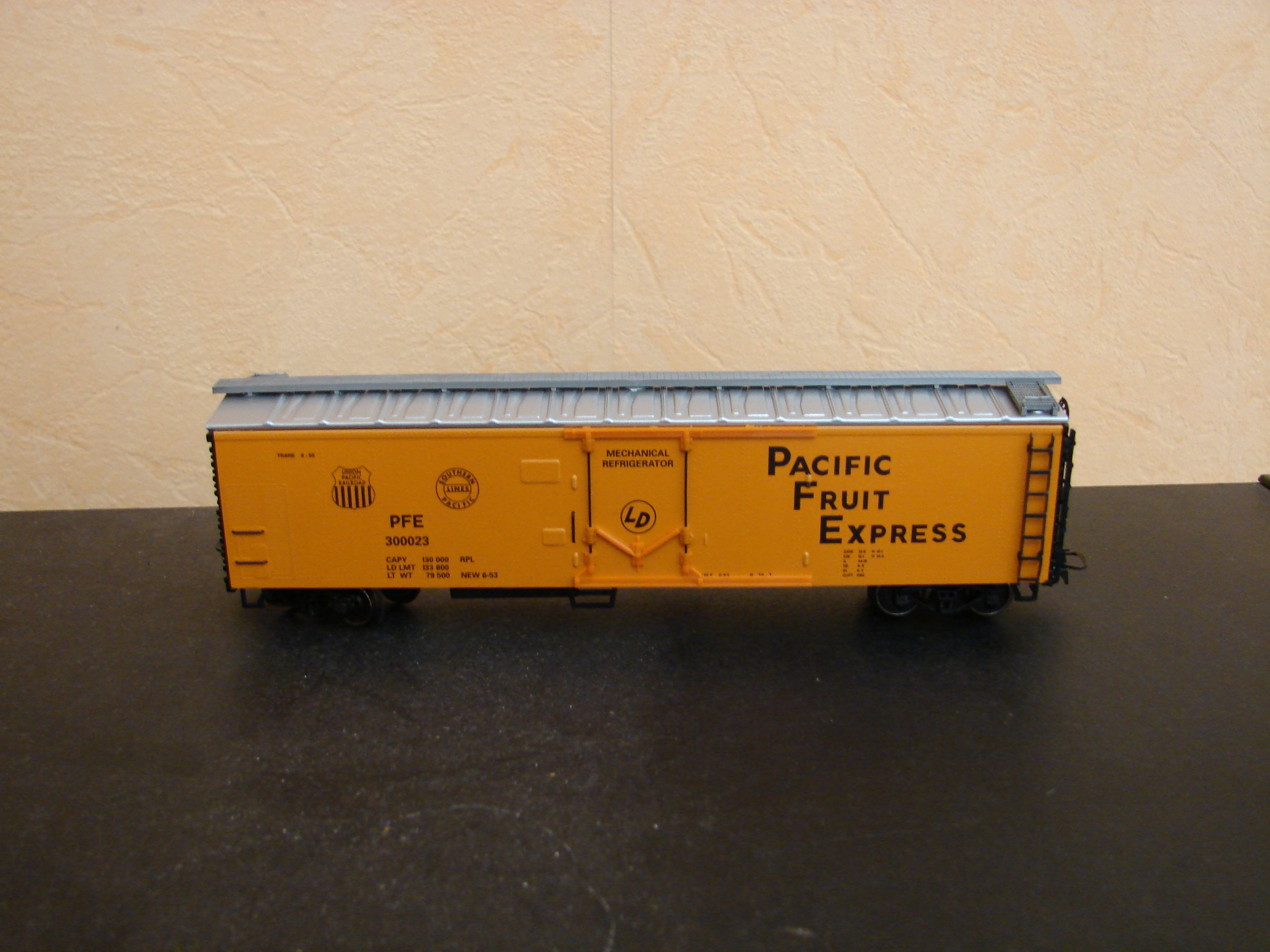
Modèle Märklin d'un wagon frigorifique.

La Pacific Fruit Express (sigle de l'Association of American Railroads : PFE) est une compagnie américaine de location de wagons ferroviaires frigorifiques. Ce fut, pendant un temps, la plus grande de ce type au monde.

## Histoire

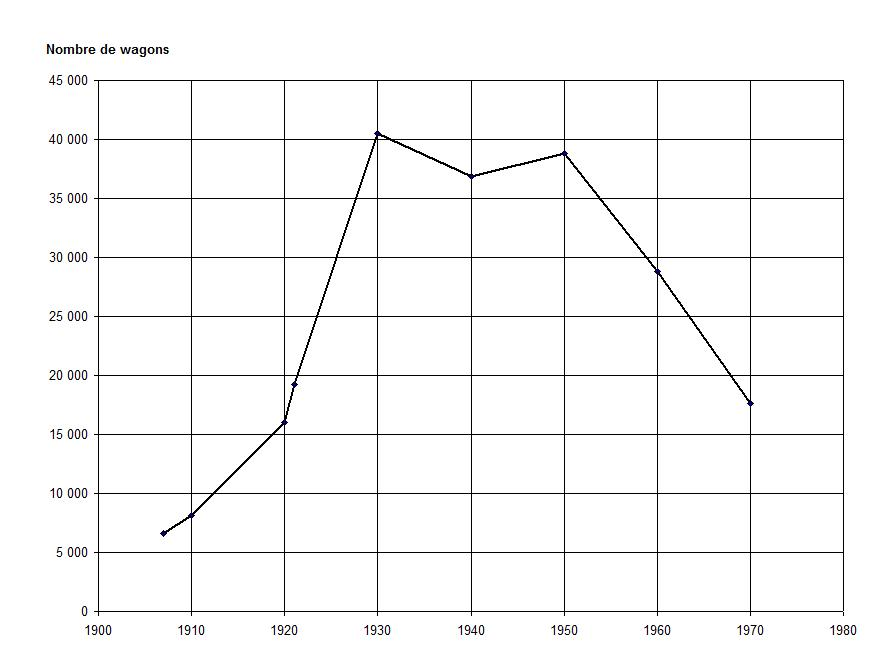
Nombre de wagons.

La Pacific Fruit Express est créée, le 7 décembre 1906, sous la forme d'une joint-venture entre les compagnies ferroviaires Union Pacific et Southern Pacific, par Edward H. Harriman, qui est le propriétaire des deux compagnies. Il s'agit de transporter, dans les États du nord et de l'est, les fruits, végétaux et autres denrées périssables, produits à l'ouest, dans les vallées de Salinas et centrale. La compagnie entre en service le 1er octobre 1907, avec une flotte de 6 000 wagons frigorifiques, construits par l'American Car and Foundry Company  (ACF). Ces wagons sont refroidis par de la glace stockée aux deux extrémités des wagons. En 1921, la compagnie transporte 170 000 cargaisons.
En 1923, la Western Pacific Railroad s'associe à la joint venture, en louant sa propre flotte, toute neuve, de 2 775 wagons frigorifiques à la Pacific Fruit Express. Ces derniers wagons sont peints aux couleurs de la Pacific Fruit Express, avec le blason de la Western Pacific, à la place des marquages appariés d'Union Pacific et Southern Pacific. À cette époque, la Pacific Fruit Express est le plus grand producteur de glace de Californie. La compagnie possède aussi des ateliers de réparation et d'entretien, des usines à glace et des hangars dans tout l'ouest du pays.
Après la Seconde Guerre mondiale, le nombre de wagons diminue, mais leur taille augmente. Les wagons à glace sont progressivement remplacés par des wagons à réfrigérateur mécanique. Durant les années 1950, les wagons frigorifiques (anglais : reefers) de la Pacific Fruit Express acheminent les pommes de terre provenant du Maine, dans le cadre d'un accord avec le Bangor and Aroostook Railroad. Fin 1967, Western Pacific met fin à son partenariat avec la Pacific Fruit Express, pour s'associer avec Fruit Growers Express. En 1972, les derniers wagons à glace sont retirés du service.
Pacific Fruit Express est divisée le 1er avril 1978 et ses avoirs sont partagés entre Union Pacific et Southern Pacific. Southern Pacific conserve le nom, alors qu'Union Pacific crée Union Pacific Fruit Express,.
| Année            | 1907  | 1910  | 1920   | 1921   | 1930   | 1940   | 1950   | 1960   | 1970   |
| Nombre de wagons | 6 600 | 8 100 | 16 000 | 19 200 | 40 509 | 36 899 | 38 840 | 28 818 | 17 648 |

## Wagons

### Peinture et marquage
Les wagons de la Pacific Fruit Express sont peints en orange. Ils portent, de chaque côté, soit le blason de l'Union Pacific, soit celui de la Southern Pacific. À partir de 1946, ils portent, sur les deux flancs, les deux blasons de l'Union Pacific et de la Southern Pacific. L'inscription est soit « Union Pacific Fruit Express », soit « Southern Pacific Fruit Express ». Le sigle de l'Association of American Railroads est UPFE, pour les wagons opérant pour le compte d'Union Pacific et SPFE pour ceux opérant pour Southern Pacific.

### Construction et utilisation
- no 10372 : février 1957. Double marquage[8].
- no 11207 : Construit en avril 1957, à Colton (Californie, États-Unis), ce wagon frigorifique de type R-40-27, devient propriété de Southern Pacific en mars 1978. Il porte le double marquage. Ce wagon, utilisé pour le transport rapide de produits frais, est révisé dans les ateliers de la Southern Pacific, à Tucson (Arizona, États-Unis), en août 1963 et octobre 1965. Il est ensuite renuméroté 190207, avant de reprendre le numéro 11207. Il est révisé dans les ateliers d'Union Pacific, à Nampa (Idaho, États-Unis), en décembre 1975, dans ceux de Southern Pacific, à Roseville (États-Unis), en juillet 1978, dans ceux de Santa Fe, à Fresno (Californie, États-Unis), en juillet 1980, et dans les ateliers de Southern Pacific, à Stockton (Californie, États-Unis), en avril 1986[1].

Retiré du service en 1978, le wagon est acheté par Dan Marnell, membre du conseil d'administration de l'Association du musée des chemins de fer du Pacifique sud-ouest (anglais : Pacific Southwest Railway Museum Association, PSRMA). Il est exposé au dépôt de la San Diego, Cuyamaca, & Eastern Railway, de La Mesa, géré conjointement par la PSRMA et la Société historique de La Mesa. Il est restauré en juillet 1987 et repeint en 2009.
- no 43535 : 1937. Double marquage.
- no 48234 : juin 1947[8].
- no 55589 : juillet 1923. Wagon de la Western Pacific[8].
- no 96338 : juin 1928. Transport de bananes, double marquage[8].

### Wagon type R-40-20
C'est une voiture de type RS (wagon frigorifique utilisant de la glace, ou un mélange de glace et de sel pour le refroidissement). Le toit possède des trappes permettant de charger des blocs de glace à des stations de ravitaillement (« stage icing »). Le wagon, à quatre bogies, est équipé de ventilateurs électriques Preco. La voiture a 12,2 m de long, 2,9 m de large, et 3,76 m de haut. Son intérieur, en bois, a 10,1 m de long, 2,5 m de large, et 2,2 m de haut. Le wagon est muni de portes coulissantes. Il pèse 29,75 tonnes et peut transporter 41 tonnes dans un volume de 57,26 m3. 
En 1971 et 1972, certains de ces wagons sont convertis en wagons frigorifiques à réfrigérateur, dans les ateliers de Southern Pacific, à Roseville (Californie, États-Unis). Le premier chiffre est changé en « 3 ».
- Wagons de ce type :

série 10001-11700.
série 190000.

## Hommage
A Roseville, en Californie, où se trouve une importante gare de triage de l'Union Pacific, il y a une rue PFE. Au parc d'attractions Happy Hollow, à San Jose (Californie, États-Unis), un circuit de montagnes russes porte le nom de Pacific Fruit Express.

## Modèles réduits
- American Z Lines.
- Athearn :

Wagon de 12 m en aluminium, échelle 0.
Wagon de 12 m en acier, échelle H0.
Wagon de 17 ft, échelle H0.
Wagon de 17 ft, échelle N.
- Atlas : réf. Atl-2955, échelle N.
- Bachmann : réf. 5462, wagon no 451041, échelle H0.
- Challenger Imports :

Wagon classe R-40-25 no 2011, échelle H0.
Wagon classe R-40-28 no 11755.
Réf. 2060, wagon classe R-40-28 no 11778, échelle H0.
- Comet
- Con-Cor :

Echelle H0, 1987.
Réf. 1671-C, wagon de 15 m, échelle N.
- Intermountain : wagon classe R-70-20.
- Lionel :

Wagon no 63521.
Réf. 2-6794 : wagon no 459403.
Station frigorifique.
- Märklin.
- Micro-Trains Line Co. :

Wagon no 41701.
Wagon no 43333.
Wagon no 302011.
- MTH : réf. 20-94221, wagon no 19931.
- Piko.
- Precision Scale Co. : réf. 16686-2, wagon de 16 m, échelle H0.
- Trainworx : remorque routière de 12 m, échelle N.
- Trix : réf. 24906.
- Tyco : réf. 329-J.
- Whalthers.